# شوتو اوکانیوا
شوتو اوکانیوا (انگلیسی: Shuto Okaniwa؛ زادهٔ ۱۶ سپتامبر ۱۹۹۹) بازیکن فوتبال اهل ژاپن است.
از باشگاه‌هایی که در آن بازی کرده‌است می‌توان به باشگاه فوتبال توکیو اشاره کرد.